# فلسفه مهندسی

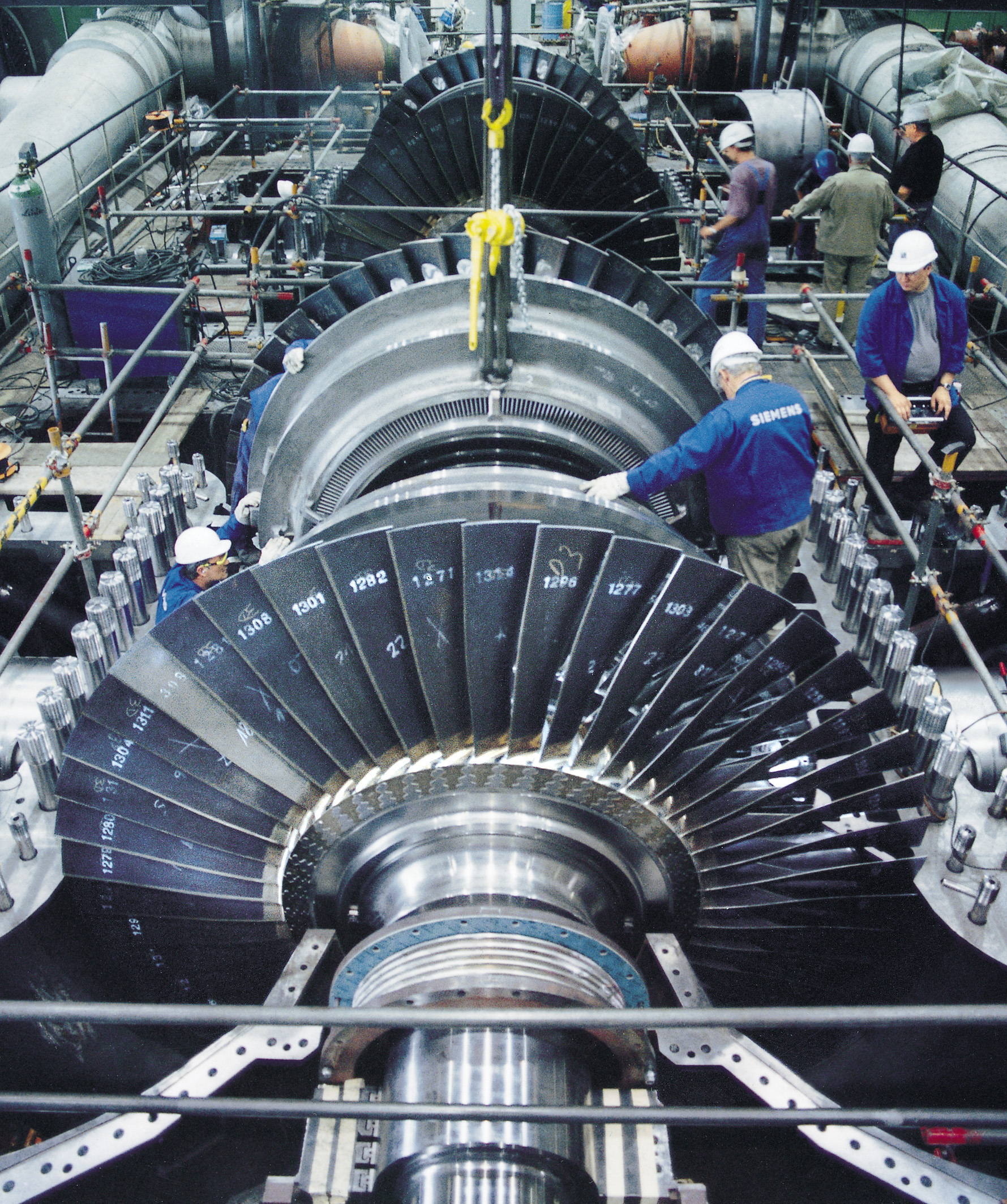

فلسفه مهندسی (به انگلیسی: Philosophy of engineering) از فلسفه‌های نوظهور است که به بررسی مهندسی و آنچه مهندسان انجام می‌دهند؛ و چگونگی تأثیر کار آن‌ها بر جامعه می‌پردازد. با این اوصاف فلسفه مهندسی، دارای جنبه‌های اخلاقی، زیبایی شناسی و همچنین معرفت شناسی و هستی شناسی‌ هست؛ همان‌طور که فلسفه علم دارای این جنبه‌هاست. در نتیجه می‌توان گفت فلسفه مهندسی؛ شاخه ای از فلسفه علم می‌باشد  که مخصوصاً به مطالعه نتایج کاربردی علم می‌پردازد.

## تاریخ
مهندسی حرفه‌ای است که با هدف اصلاح محیط طبیعی؛ از طریق طراحی، ساخت و نگهداری مصنوعات و سیستم‌های تکنولوژیکی به‌وجود آمده‌است. در خصوص مقایسه احتمالی مهندسی با علم نیز چنین می‌توان گفت که وظیفه علم فهم طبیعت می‌باشد؛ نه اصلاح آن؛ پس این دو شاید متضاد یکدیگر باشند ولی هرگز یکی نیستند.
فلسفه مهندسی به مسائلی همچون: عینیت تجربیات، اخلاق فعالیت‌های مهندسی در محیط کار و جامعه، زیبایی‌شناسی بناهای ساخته شده به دست بشر و... می‌پردازد.

## اخلاق
آنچه که طراحی مهندسی و طراحی هنری را از هم متفاوت می‌سازد شرایطی است که مهندس را مجبور می‌سازد قبل از ساخته شدن طرح رفتارها و اثرات آن را به صورت کمی پیش‌بینی نماید. این دسته پیش‌بینی‌ها ممکن است کم و بیش دقیق باشند و همچنین باید شامل تأثیر بر فرد و جامعه نیز گردند. به این معنی، مهندسی نباید تنها از زاویه فنی سازه‌ها بررسی و قضاوت شود بلکه باید اثر اجتماعی آن نیز در نظر گرفته شود. بدین منوال فعالیتی که مهندسین انجام می‌دهند باید در معرض ارزیابی معنوی نیز قرار بگیرد.